# Zmocňovací zákon (Česko-Slovensko)
Ústavní zákon č. 330/1938 Sb. z. a n., o zmocnění ke změnám ústavní listiny a ústavních zákonů republiky Česko-Slovenské a o mimořádné moci nařizovací byl ústavní zákon, kterým byla vláda zmocněna měnit či doplňovat zákony vládními nařízeními a prezident mohl dokonce měnit text ústavní listiny dekrety.
Zmocňovací princip zákona navazoval na zákon č. 95/1933 Sb. z. a n., o mimořádné moci nařizovací, jež ovšem vládu zmocňoval vydávat zákonná opatření jen v hospodářské oblasti.